# Timmy Thomas
Timothy Earle Thomas (Evansville, 13 de novembro de 1944 – Miami, 11 de março de 2022), artisticamente conhecido por Timmy Thomas, foi um cantor, compositor e produtor musical norte-americano, que se destacou por seu sucesso "Why Can't We Live Together", lançado em 1972 e considerado uma música feita em resposta à Guerra do Vietnã.

## Carreira
Após atuar como músico de apoio para Donald Byrd e Cannonball Adderley e trabalhar em uma gravadora em Memphis, no Tennessee, Timmy Thomas gravou seu primeiro single pela Goldwax Records. Em 1972, lançou o álbum Why Can't We Live Together, tendo como destaque a faixa-título e ficando em primeiro lugar na lista das revistas Billboard e Hot R&B/Hip-Hop Songs, além de ficar entre as 3 melhores músicas da Billboard Hot 100. e em décimo-segundo lugar na UK Singles Chart do Reino Unido. No Brasil, fez parte da trilha sonora internacional da novela Cavalo de Aço, da TV Globo, como tema da personagem Joana (Betty Faria).
Integrou ainda o grupo Phillip & The Faithfuls, onde gravou várias músicas da Goldwax, entre elas Love Me, What'Cha Gonna Do e If You Love Her (todas de 1964). Morando em Miami desde 1972, lançou outros 6 discos - o último deles foi With Heart and Soul, em 1994.
Em 2015, o rapper Drake fez um sample de Why Can't We Live Together em seu single "Hotline Bling".

## Morte
Timmy Thomas faleceu em 11 de março de 2022, aos 77 anos de idade, de causas não reveladas.

## Discografia

### Álbuns de estúdio
| 1972                                                                                              | Why Can't We Live Together                 | 53 | 10 |
| 1974                                                                                              | You're the Song I've Always Wanted to Sing | —  | —  |
| 1976                                                                                              | The Magician                               | —  | —  |
| 1977                                                                                              | Touch to Touch                             | —  | —  |
| 1979                                                                                              | Live                                       | —  | —  |
| 1984                                                                                              | Gotta Give a Little Love (Ten Years After) | —  | —  |
| 1994                                                                                              | With Heart and Soul                        | —  | —  |
| "—" indica lançamentos que não entraram nas paradas musicais ou não foram lançados no território. |                                            |    |    |

### Singles
| Ano                                                                                               | Título                                                                         | Posição | Posição | Posição  | Posição | Posição | Posição   |
| Ano                                                                                               | Título                                                                         | US Pop  | US R&B  | US Dance | AUS     | UK      | CAN (RPM) |
| ------------------------------------------------------------------------------------------------- | ------------------------------------------------------------------------------ | ------- | ------- | -------- | ------- | ------- | --------- |
| 1972                                                                                              | "Why Can't We Live Together"                                                   | 3       | 1       | —        | 25      | 12      | 6         |
| 1973                                                                                              | "People Are Changin'"                                                          | 75      | 23      | —        | —       | —       | —         |
| 1973                                                                                              | "Let Me Be Your Eyes"                                                          | 107     | 48      | —        | —       | —       | —         |
| 1973                                                                                              | "What Can I Tell Her"                                                          | 102     | 19      | —        | —       | —       | —         |
| 1974                                                                                              | "One Brief Moment"                                                             | —       | 62      | —        | —       | —       | —         |
| 1974                                                                                              | "I've Got to See You Tonight" / "You're the Song (I've Always Wanted to Sing)" | —       | 31 78   | —        | —       | —       | —         |
| 1974                                                                                              | "Deep in You"                                                                  | —       | —       | —        | —       | —       | —         |
| 1975                                                                                              | "Sexy Woman"                                                                   | —       | 69      | —        | —       | —       | —         |
| 1975                                                                                              | "Ebony Affair"                                                                 | —       | —       | —        | —       | —       | —         |
| 1976                                                                                              | "Love Shine"                                                                   | —       | —       | —        | —       | —       | —         |
| 1976                                                                                              | "The Magician" (UK only)                                                       | —       | —       | —        | —       | —       | —         |
| 1977                                                                                              | "Stone to the Bone"                                                            | —       | 74      | 12       | —       | —       | —         |
| 1977                                                                                              | "Touch to Touch"                                                               | —       | —       | 32       | —       | —       | —         |
| 1978                                                                                              | "Freak In, Freak Out"                                                          | —       | 92      | —        | —       | —       | —         |
| 1980                                                                                              | "Drown in My Own Tears"                                                        | —       | —       | —        | —       | —       | —         |
| 1981                                                                                              | "Are You Crazy???" (Pt. 1)                                                     | —       | 73      | —        | —       | —       | —         |
| 1982                                                                                              | "My Last Affair"                                                               | —       | —       | —        | —       | —       | —         |
| 1984                                                                                              | "Gotta Give a Little Love (Ten Years After)"                                   | 80      | 29      | 28       | —       | —       | —         |
| 1984                                                                                              | "Love Is Never Too Late"                                                       | —       | 90      | —        | —       | —       | —         |
| 1985                                                                                              | "New York Eyes" (com Nicole McCloud)                                           | —       | —       | —        | —       | 41      | —         |
| 1990                                                                                              | "Why Can't We Live Together" (remix)                                           | —       | —       | —        | —       | 54      | —         |
| 1990                                                                                              | "(Dying Inside) To Hold You"                                                   | —       | —       | —        | —       | —       | —         |
| 1991                                                                                              | "What Do You Say to a Lady" (com Jackie Moore)                                 | —       | —       | —        | —       | —       | —         |
| "—" indica lançamentos que não entraram nas paradas musicais ou não foram lançados no território. |                                                                                |         |         |          |         |         |           |